# كارتييه (مجوهرات)
كَارْتْيِيه (/ˈkɑːrtieɪ/; 
نطق فرنسي: [kaʁtje]
) هي مجموعة فرنسية للسلع الفاخرة تقوم بتصميم وتصنيع وتوزيع وبيع المجوهرات والساعات. أسسها لويس كارتييه عام 1847 في باريس، فرنسا. ظلت الشركة تحت إدارة عائلة كارتييه حتى عام 1964. تحتفظ الشركة بمقرها الرئيسي في باريس، على الرغم من أنها شركة تابعة مملوكة بالكامل لسويس ريتشمونت جروب. تدير كارتييه أكثر من 200 متجر في 125 دولة، مع ثلاثة معابد (ميزون تاريخي) في لندن، نيويورك وباريس.
تعتبر كارتييه واحدة من أعرق مصنعي المجوهرات في العالم. عام 2018، صنفتها فوربس على أنها العلامة التجارية رقم 59 الأكثر قيمة في العالم. كارتييه لديها تاريخ طويل في البيع للملوك. أشار الملك إدوارد السابع ملك بريطانيا العظمى إلى كارتييه على أنها «صائغ الملوك وملك المجوهرات». لتتويجه عام 1902، طلب إدوارد السابع 27 تاجًا مرصعًا بالجواهر وأصدر مذكرة ملكية إلى كارتييه عام 1904. وسرعان ما تبع ذلك مذكرات مماثلة من محاكم إسبانيا والبرتغال وروسيا وأسرة أورليانز.

## التاريخ

### التاريخ المبكر
أسس لويس فرانسوا كارتييه كارتييه في باريس عام 1847 عندما تولى إدارة ورشة سيده، أدولف بيكار. عام 1874، تولى ألفريد كارتييه، ابن لويس فرانسوا، إدارة الشركة، لكن أبناء ألفريد لويس وبيير وجاك هم الذين أسسوا اسم العلامة التجارية في جميع أنحاء العالم.

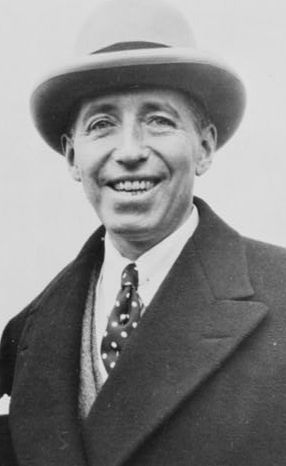
بيير كارتييه

أدار لويس فرع باريس، وانتقل إلى شارع دو لا بييه (شارع السلام) عام 1899. وكان مسؤولاً عن بعض أكثر تصاميم الشركة شهرة، مثل الساعات الغامضة (نوع من الساعات ذات قرص شفاف وسميت بهذا الاسم لأن آليتها مخفية)، ساعات يد عصرية وتصميمات المستشرقين الغريبة آرت ديكو، بما في ذلك مجوهرات «توتي فروتي» الملونة.
عام 1904، اشتكى الطيار الرائد البرازيلي ألبرتو سانتوس دومون إلى صديقه لويس كارتييه من عدم موثوقية وعدم جدوى استخدام ساعات الجيب أثناء الطيران. صممت كارتييه ساعة يد مسطحة بإطار مربع مميز. هذه الساعة كانت مفضلة ليس فقط من قبل سانتوس نفسه ولكن أيضًا من قِبل العديد من العملاء الآخرين. كانت ساعة «سانتوس» هي أول ساعة يد كارتييه للرجال. عام 1907، وقعت كارتييه عقدًا مع ادمون جيجر، الذي وافق حصريًا على توفير الحركات لساعات كارتييه. من بين فريق كارتييه كان تشارلز جاكو، الذي انضم إلى لويس كارتييه عام 1909 لبقية حياته، وجين توسان، التي كانت مديرة المجوهرات الراقية منذ عام 1933.
أنشأ بيير كارتييه فرع مدينة نيويورك عام 1909، وانتقل عام 1917 إلى 653 فيفث أفينيو، وهو قصر عصر النهضة الجديد لمصنع مورتون فريمان (ابن قطب السكك الحديدية هنري بي بلانت) وصممه المهندس المعماري سي بي إتش غيلبرت. اشترته كارتييه من ذا بلانتس بمقابل 100 دولار نقدًا وقلادة من اللؤلؤ الطبيعي مزدوجة الشريطة بلغت قيمتها في ذلك الوقت مليون دولار. بحلول هذا الوقت، كان لدى كارتييه فروع في لندن، نيويورك وسانت بطرسبرغ وسرعان ما أصبحت واحدة من أنجح شركات الساعات في العالم.
من تصميم لويس كارتييه، تم تقديم نموذج ساعة تانك عام 1919 بتصميم مستوحى من الدبابات التي تم إدخالها حديثًا على الجبهة الغربية في الحرب العالمية الأولى. في أوائل عشرينيات القرن الماضي، شكلت كارتييه شركة مساهمة مع إدوارد جيجر (من جيجر لوكولتر) لإنتاج حركات لكارتييه فقط. واصلت كارتييه استخدام حركات من صناع آخرين: فاشيرون كونستانتين وأوديمار بيغيه وموفادو ولوكولتر. وخلال هذه الفترة أيضًا، بدأت كارتييه في إضافة أرقامها المرجعية إلى الساعات التي باعتها، عادةً عن طريق ختم رمز مكون من أربعة أرقام على الجانب السفلي من العروة. تولى جاك مسؤولية عمليات لندن وانتقل في النهاية إلى العنوان الحالي في شارع نيو بوند.

### إعادة التنظيم
بعد وفاة بيير عام 1964، جان جاك كارتييه (ابن جاك) وكلود كارتييه (ابن لويس) وماريون كلوديل (ابنة بيير) - الذين ترأسوا على التوالي فروع كارتييه في لندن ونيويورك وباريس - باعوا الشركات.
عام 1972، اشترى روبرت هوك، بمساعدة مجموعة من المستثمرين بقيادة جوزيف كانوي، كارتييه باريس. في 1974 و 1976، على التوالي، أعادت المجموعة شراء كارتييه لندن وكارتييه نيويورك، وبذلك أعادت ربط كارتييه في جميع أنحاء العالم. ابتكر الرئيس الجديد لكارتييه، روبرت هوك، عبارة «لي موست دي كارتييه» (يُقال إن أحد الموظفين قال «كارتييه، إنه أمر لا بد منه!» بمعنى شيء يجب على المرء ببساطة أن يمتلكه) مع آلان دومينيك بيرين، الذي كان مدير عام الشركة. نتيجة لذلك، عام 1976، أصبح «لي موست دي كارتييه» خطًا عرضيًا منخفض السعر من كارتيير، وكان آلان دي بيرين هو الرئيس التنفيذي لها.
عام 1979، تم الجمع بين مصالح كارتييه، مع اتحاد كارتييه موند والسيطرة على كارتييه باريس ولندن ونيويورك. أصبح جوزيف كانوي نائب رئيس كارتييه موند. في ديسمبر 1979، بعد الوفاة العرضية للرئيس روبرت هوك، أصبحت ناتالي هوك، ابنة روبرت هوك، رئيسة.

### التطورات الجديدة

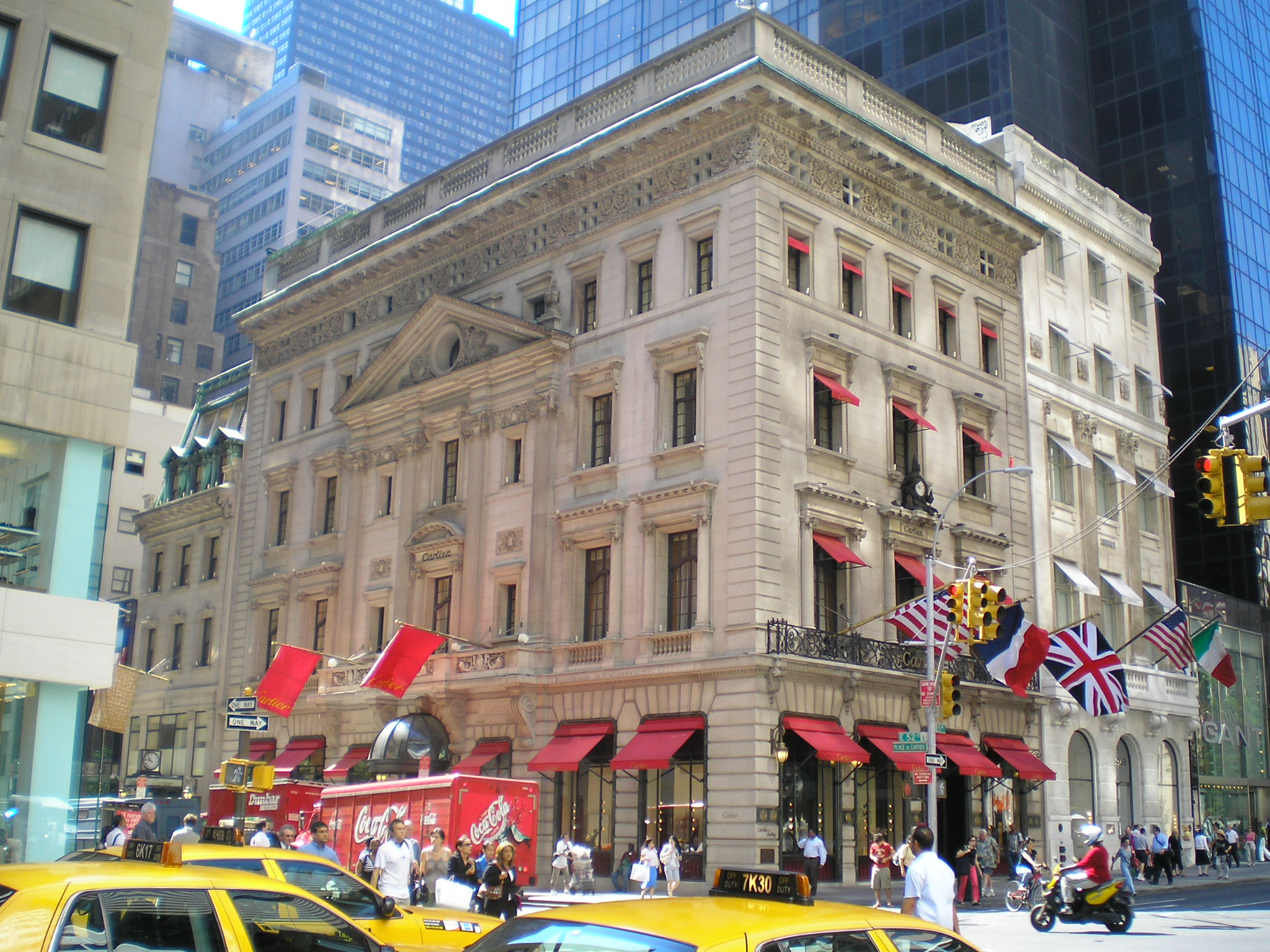
كارتييه في منزل مورتون إف بلانت سابقًا الواقع في الشارع الخامس في نيويورك

عام 1981، تم تعيين آلان دومينيك بيرين رئيسًا لمجلس إدارة كارتييه س أ.أ. وكارتييه انترناشونال. في العام التالي، أصبحت ميشلين كانوي، زوجة جوزيف كانوي، رئيسة قسم تصميم المجوهرات وأطلقت مجموعتها الأولى «مجوهرات جديدة». عام 1984، أسس بيرين «مؤسسة كارتييه للفن المعاصر» لإدخال كارتييه إلى القرن الحادي والعشرين، من خلال تكوين رابطة مع الفنانين الأحياء. عام 1986، عينت وزارة الثقافة الفرنسية بيرين رئيسًا لـ «مهمة رعاية الشركات» (لجنة لدراسة رعاية الأعمال للفنون). بعد ذلك بعامين، حصلت كارتييه على حصة أغلبية في بياجيه وبوم آند ميرسييه. عام 1989/1990، أقام متحف القصر الصغير معرضًا لمجموعة كارتييه، «آرت دو كارتييه».
أسس بيرين لجنة دولية عام 1991، اللجنة الدولية للساعات الفاخرة، لتنظيم أول صالون لها، والذي عقد في 15 أبريل 1991. وقد أصبح هذا مكانًا للاجتماع السنوي في جنيف للمحترفين في هذا المجال. في العام التالي، أقيم المعرض الثاني لـ «آرت دو كارتييه» في متحف الأرميتاج في سان بطرسبرج. عام 1993، تم تشكيل «مجموعة فاندوم الفاخرة» كشركة شاملة للجمع بين كارتييه، دونهيل، مونت بلانك، بياجيه، بوم آند ميرسييه، كارل لاغرفيلد، كلوي، سولكا، هاكيت وسييجير.
عام 1994، انتقلت مؤسسة كارتييه إلى ريف جوش وافتتحت مقرًا لها في مبنى صممه لها جان نوفيل. في العام التالي، أقيم معرض كبير لمجموعة كارتييه أنتيك في آسيا. عام 1996، عرضت مؤسسة لوزان هيرميتاج في سويسرا «روائع المجوهرات»، حيث قدمت مائة وخمسين عامًا من منتجات كارتييه.
عام 2012، كانت كارتييه مملوكة لعائلة روبرت في جنوب إفريقيا، من خلال ريتشمونت، وايل باجلز، حفيدة بيير كارتييه البالغة من العمر 24 عامًا.

## إدارة المديرين

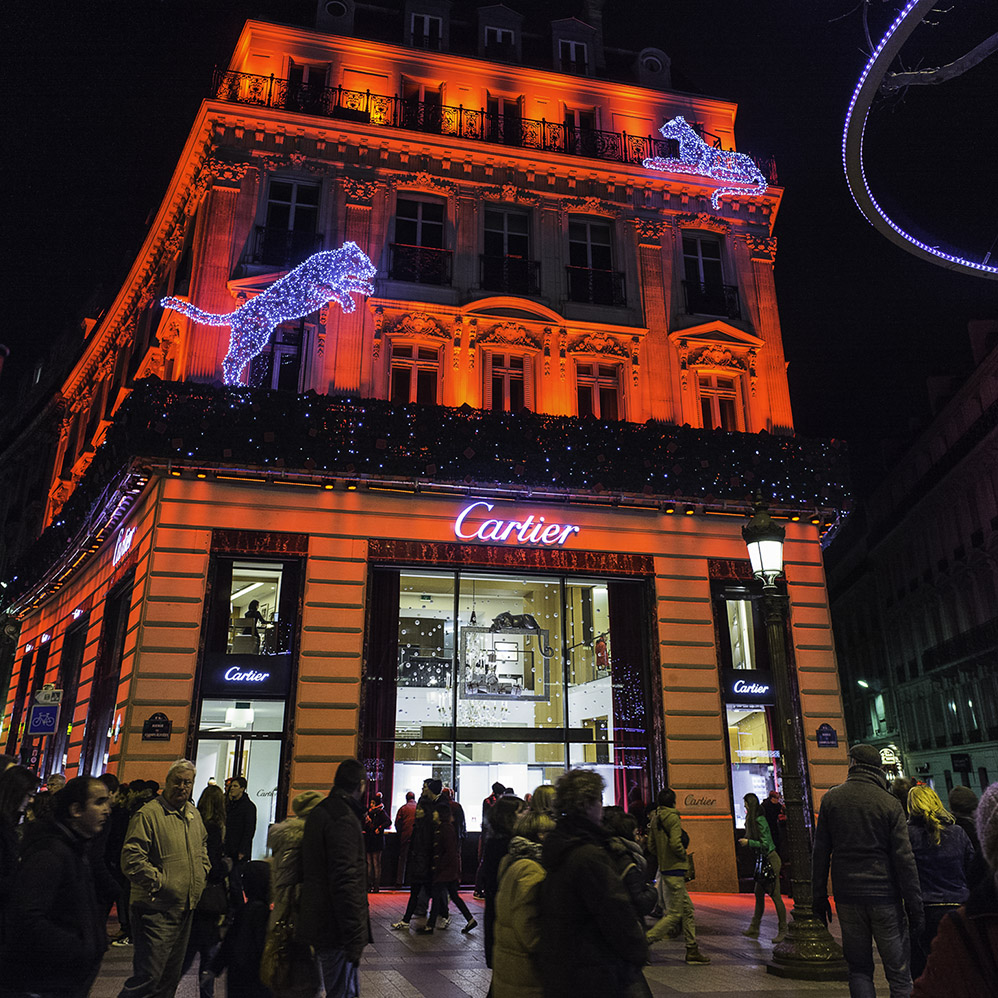
متجر الشانزليزيه في باريس

- لوران إي فينيو - (25 مارس 2013 – حتى الآن).[37]
- روبرت ج.بروكس - (16 ديسمبر 2015 – حتى الآن).[38]
- فرانسوا إم جيه آر لو تروكر - (1 سبتمبر 2010 - 28 مارس 2013).[39]
- برنارد م. فورناس - (21 يناير 2003 - 16 ديسمبر 2015).[40]
- جاي جيه ليماري - (2 سبتمبر 2002 - 28 أكتوبر 2002).[41]
- جريج أو.كاتو - (2 أبريل - حتى الآن).[42]
- دينيس إي باشي - (2 أبريل 2002 - 17 يوليو 2002).[43]
- ديفيد دبليو ميريمان - (2 أبريل 2002 - 17 يوليو 2002).[44]
- ريتشارد بي ليبيو - (1 نوفمبر 2000 - 1 أبريل 2002).[45]
- صوفي كانيارد - (1 نوفمبر 2000 - 1 أبريل 2002).[46]
- جيرارد س. دجاوي - (12 يونيو 1997 - 1 أبريل 2002).[47]
- فرانسوا ميفر - (11 يونيو 1993 - 28 سبتمبر 2000).[48]
- ريتشارد ن. ثورنبي - (11 يونيو 1993 - 7 أكتوبر 1996).[49]
- لويجي بلانك - (11 يونيو 1993 - 1 أبريل 2002).[50]
- جوزيف دبليو الجود - (22 يونيو 1992 - 8 أبريل 1993).[51]
- أرنو إم بامبيرغر - (4 يونيو 1992 - 16 ديسمبر 2015).[52]
- ماريو سواريس - (22 يونيو 1991 - 5 مارس 2002).[53]
- جوزيف كانوي - (22 يونيو 1991 - 31 يناير 2000).[54]
- وليام أ.كرادوك - (22 يونيو 1991 - 31 أكتوبر 1997).[55]
- كريستوفر إتش بي هونيبورن - (22 يونيو 1991 - 31 أكتوبر 1997).[56]
- بيير هوك - (22 يونيو 1991 - 8 أبريل 1993).[57]
- فيليب ليوبولد ميتزجر - (22 يونيو 1991 - 4 يونيو 1992).[58]

## صناعة المجوهرات والساعات

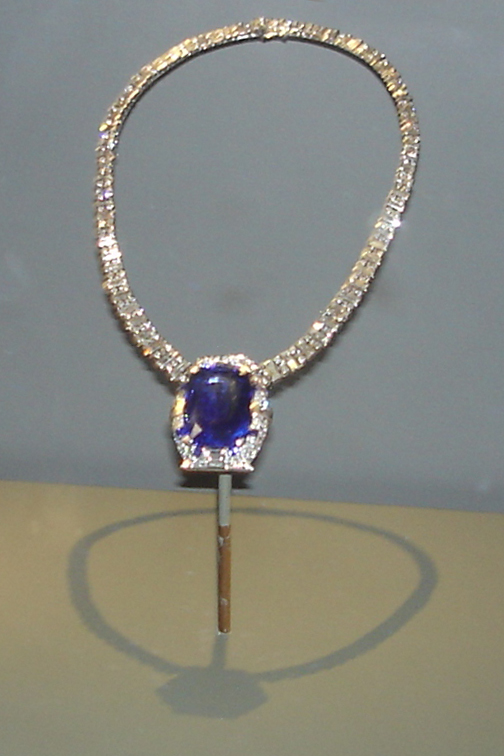
عقد الياقوت بسمارك (1935)، الآن في المتحف الوطني للتاريخ الطبيعي في الولايات المتحدة

### منتجات بارزة
- 1911 - إطلاق ساعة يد سانتوس دي كارتييه.[5]
- 1918 -صنع الهراوات لفيلد مارشال فوش وبيتان.
- 1919 - إطلاق ساعة تانك.[5]
- 1921 - صنع ساعة تانك سينتربه.
- 1922 - ابتكار ساعات تانك لويس كارتييه وتانك شينواز.
- 1923 - صنع أول ساعة رواق غامضة، متوجة بتمثال صغير يسمى بيليكن.
- 1926 - صنع ساعة باجيت. ظهرت مجوهرات كارتييه في صندوقها الأحمر على مسرح برودواي في مسرحية أنيتا لوس «السادة يفضلون الشقراوات»..[بحاجة لمصدر]
- 1928 - صنع ساعة كرونوغراف تورتو المفردة بدفعة واحدة.[5]
- 1929 - صنع ساعة تانك أ. جيشيه.
- 1931 - صنع ساعة الجيب الغامضة.
- 1932 - صنع ساعة تانك باسكولانت.
- 1933 - قدمت كارتييه براءة اختراع لـ «الحامل غير المرئي»، وهي تقنية ترصيع بالحجارة يختفي فيها معدن الحامل لإظهار الأحجار فقط.
- 1936 - صنع ساعة تانك أسيمتريك.
- 1942 - صنع بروش «الطائر الحبيس» كرمز للاحتلال.[5]
- 1944 - ابتكر كارتييه «الطائر الفريد» للاحتفال بتحرير فرنسا.
- 1950 - صنع ساعة على شكل عجلة سفينة.
- 1967 - صنع ساعات جديدة في لندن بما في ذلك كراش واتش.
- 1968 - ابتكار ساعة ماكسي أوفال.
- 1969 - صنع سوار الحب.[5]كارتييه سانتوس - ستيل/ذهب من عام 1988

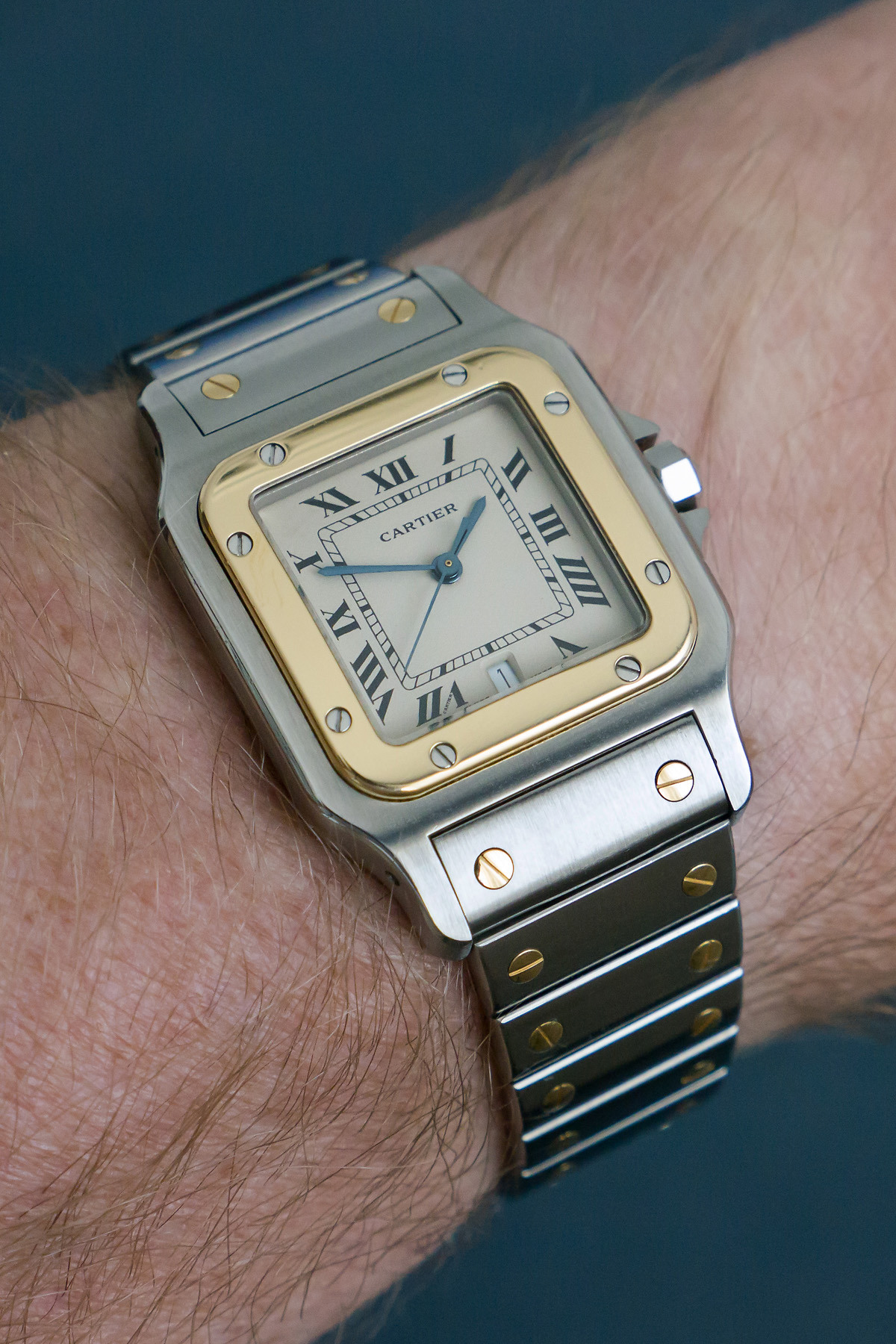
كارتييه سانتوس - ستيل/ذهب من عام 1988

- 1973 - صنع لي موست دي كارتييه بواسطة روبرت هوك مع آلان دومينيك بيرين.[5]
- 1974 - إطلاق أول مجموعة جلدية باللون العنابي.
- 1976 - أول مجموعة من ساعات لي موست دي كارتييه فيرميل. صنع أول قلم بيضاوي.
- 1978 - ابتكار ساعة سانتوس دي كارتييه بسوار من الذهب والفولاذ. صنع أول مجموعة أوشحة كارتييه.[5]
- 1981 - إطلاق عطور موست دي كارتييه وسانتوس دي كارتييه.
- 1982 - إطلاق أول مجموعة مجوهرات جديدة حول موضوع الذهب والأحجار.
- 1983 - إنشاء مجموعة أنسيان كارتييه (لاحقًا مجموعة كارتيير) لتسجيل وتوضيح كيفية تطور فن المجوهرات وتاريخها. ابتكار ساعة بانثير دو كارتييه.
- 1984 - إطلاق المجموعة الثانية من المجوهرات الجديدة حول موضوع الذهب واللؤلؤ. إنشاء مؤسسة كارتييه للفن المعاصر في جوي-أون-جوساس.
- 1985 - إطلاق ساعة باشا دو كارتييه.[5]
- 1986 - إطلاق المجموعة الثالثة من المجوهرات الجديدة حول موضوع النمر.
- 1987 - إطلاق عطر بانتير دو كارتييه. ابتكار أدوات المائدة لي ميزون دي كارتيير (البورسلين والكريستال والفضة).
- 1988 - إطلاق المجموعة الرابعة من المجوهرات الجديدة حول موضوع مصر.
- 1989 - إطلاق ساعة تانك أميريكان. أقيم معرض فن كارتييه، وهو أول معرض استعادي كبير في باريس، في بيتي باليه.
- 1995 - صنع ساعة باشا سي من الفولاذ. إطلاق عطر سو بريتي دو كارتييه.
- 1996 - إنشاء مجموعة ساعات تانك فرانسيز. إطلاق مجموعة المجوهرات الجديدة السادسة حول موضوع الخلق. صنع خاتم تانك.[5]
- 1997 - احتفلت كارتييه بالذكرى السنوية الـ 150 لتأسيسها بإبداعات من بينها عقد على شكل ثعبان مرصع بالماس ومرصع بقطعتين من الزمرد بقطع إجاص وزنهما 205 و 206 قيراط (41.2 غ).[5]
- 1998 - إنشاء مجموعة ساعات كارتييه باريس الخاصة.
- 1999 - إنشاء مجموعة مجوهرات باريس نيو ويف كارتييه المستوحاة من باريس.
- 2001 - إنشاء مجموعة مجوهرات ديليس دو كارتييه. إطلاق ساعة رودستر.[5]
- 2002 - إنشاء ساعة تانك ديفان.
- 2003 - إطلاق مجموعات مجوهرات لو بايسر دو دراجون ولي ديليسيه دو جوا.
- 2007 - إطلاق ساعة بالون بلو دو كارتييه.[5]
- 2021 - بانتير دو كارتييه يصل الرياض.[59]

## التصنيف البيئي

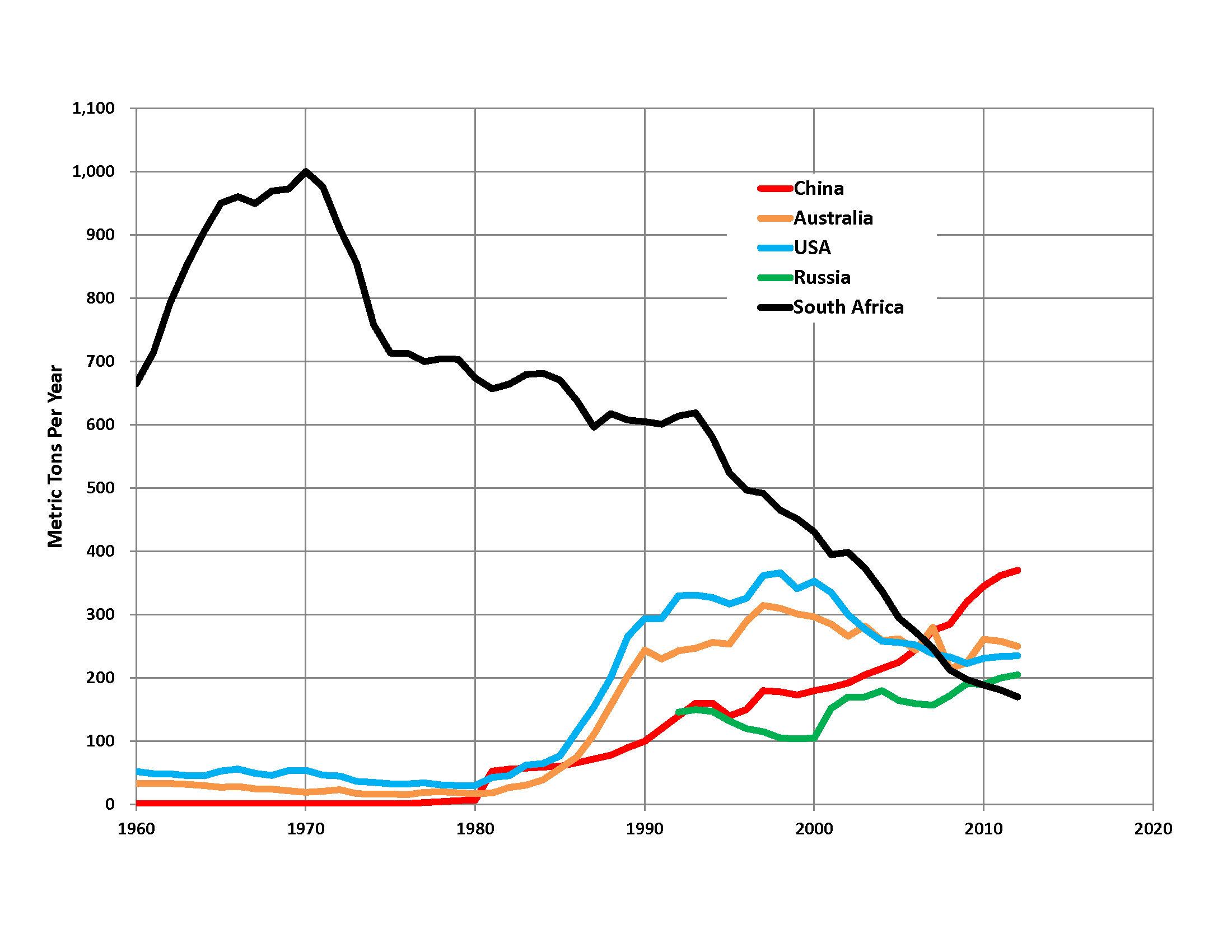
أكبر 5 دول منتجة للذهب

في ديسمبر 2018، أصدر الصندوق العالمي للطبيعة (WWF) تقريرًا رسميًا يعطي تصنيفات بيئية لـ 15 شركة كبرى لتصنيع الساعات والمجوهرات في سويسرا. تم تصنيف كارتييه (كونها شركة تابعة لمجموعة سويس ريتشمونت) في المرتبة الثانية بين 15 جهة تصنيع، وتم منحها، جنبًا إلى جنب مع 3 جهات تصنيع أخرى بما في ذلك فاشيرون كونستانتين وجيجر لوكولتور، تصنيفًا بيئيًا متوسطًا كـ «خط الوسط العلوي»، مما يشير إلى أن الشركة المصنعة اتخذت الإجراءات الأولى لمعالجة تأثير أنشطتها التصنيعية على البيئة وتغير المناخ. وفقًا لوثيقة شركة كارتييه الرسمية، تلتزم الشركة بإدارة الأعمال «بطريقة مسؤولة بيئيًا» و «تقليل التأثيرات البيئية السلبية».
في صناعة المجوهرات والساعات، هناك مخاوف عامة بشأن الافتقار إلى الشفافية في أنشطة التصنيع والحصول على المواد الخام الثمينة مثل الذهب، وهو سبب رئيسي للقضايا البيئية مثل التلوث وتدهور التربة وإزالة الغابات. الوضع خطير بشكل خاص في البلدان النامية التي تعتبر أكبر منتجي الذهب، بما في ذلك الصين وروسيا وجنوب إفريقيا. تشير التقديرات إلى أن قطاع الساعات والمجوهرات يستخدم أكثر من 50٪ من إنتاج الذهب السنوي في العالم (أكثر من 2000 طن)، ولكن في معظم الحالات، لا تستطيع شركات الساعات أو لا ترغب في إثبات مصدر المواد الخام وما إذا كان موردو المواد يستخدمون تقنيات مصادر صديقة للبيئة.

## الرعاة والمالكين البارزين

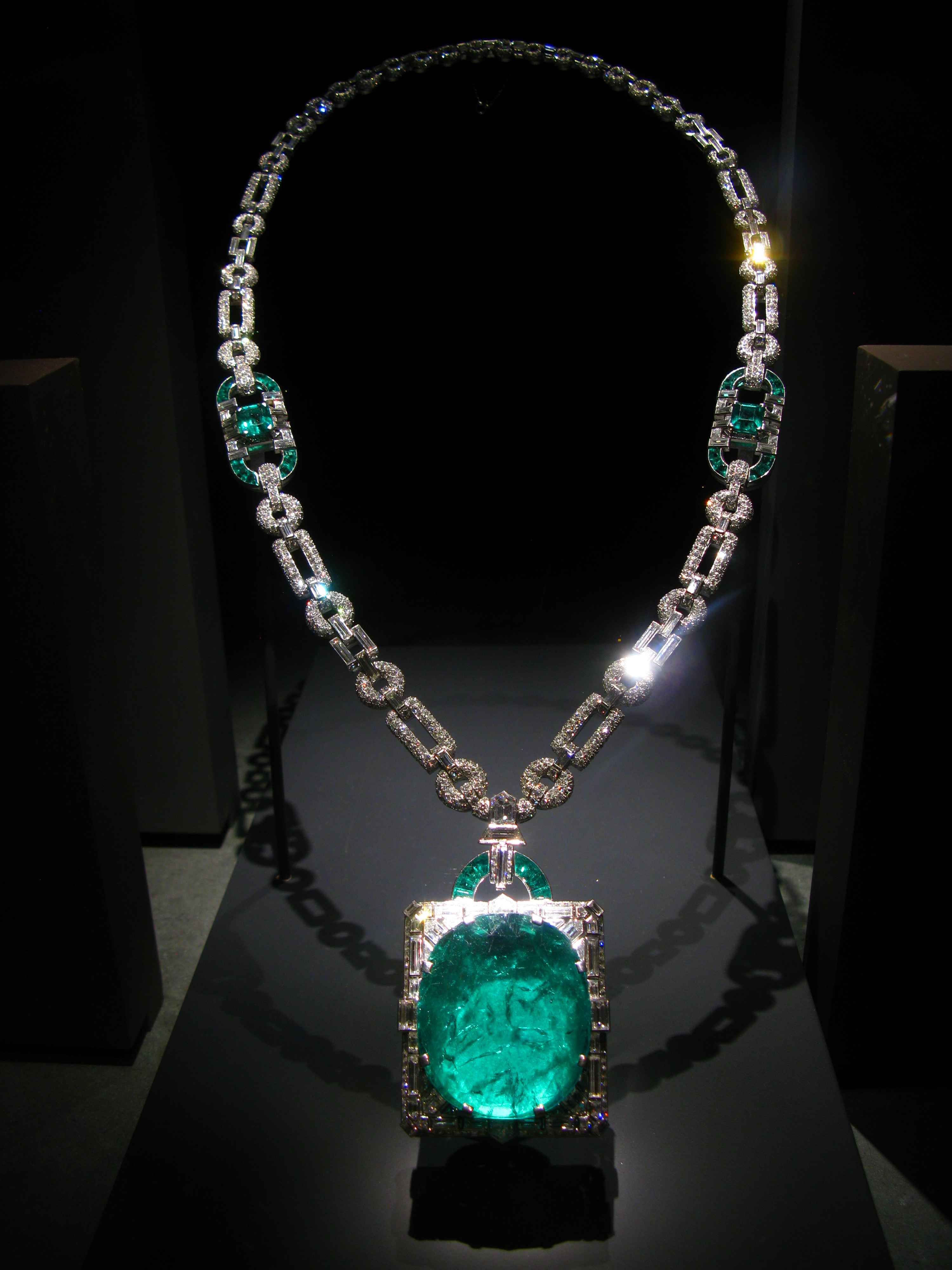
عقد ماكاي الزمرد والماس، 168 قيراط موزو، كولومبيا، 1931.

### المشاهير
- 1928 - اشترت مارجوري ميريويذر بوست من كارتييه في لندن أقراطًا كانت ترتديها ملكة فرنسا ماري أنطوانيت.
- 1950 - ظهرت ممثلة هوليوود جلوريا سوانسون في Sunset Boulevard وهي ترتدي السوارين الماسيين والكريستال الصخري اللذين اشترتهما من كارتييه عام 1930.
- 1955 - ابتكار سيف جان كوكتو لانتخابه للأكاديمية الفرنسية، لتصميم الفنان نفسه.[5]
- 1957 - اشترت باربرا هوتون بروشًا على شكل نمر مصنوع من الذهب الأصفر والأونيكس والماس جونكيل.
- 1968 - كلفت الممثلة المكسيكية ماريا فيليكس كارتييه بصنع عقد من الماس على شكل ثعبان.[5]
- 1969 - اشترى روبرت كينمور، رئيس مجلس إدارة الشركة الأم لكارتييه، ماسة على شكل كمثرى وزنها 69.42 قيراطًا (13.884 جم) باعها إلى ريتشارد برتون وإليزابيث تايلور. وهكذا تم تغيير اسم ماسة كارتييه إلى تايلور بيرتون دايموند.[5]

### المَلكية
- 1904 - تلقت كارتييه أول تعيين لها كمزود رسمي للملك إدوارد السابع ملك المملكة المتحدة.[5]
- 1904 - تلقى كارتييه تعيينًا آخر كمزود لملك إسبانيا ألفونسو الثالث عشر.[67]

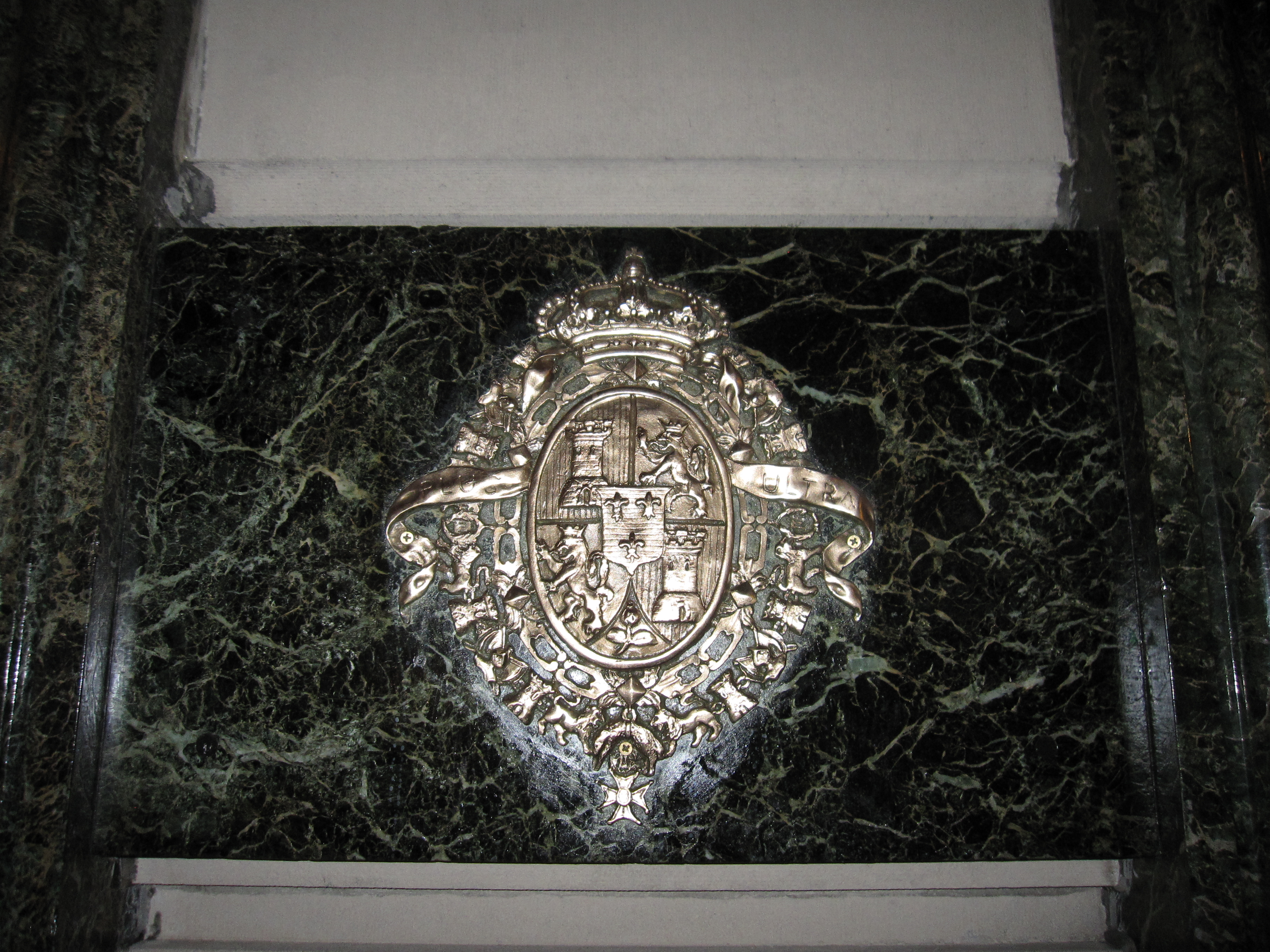
أمر التعيين الملكي من ملك إسبانيا في كارتييه، الجادة الخامسة

- 1907 - أقامت كارتييه أول معرض لها وبيعها في فندق جراند أوتيل أوروبا في سانت بطرسبرغ. بعد فترة وجيزة، تم تعيينها كمزود رسمي لقيصر روسيا نيكولاس الثاني.[68]
- 1919 - التعيين كمزود رسمي للملك ألبرت الأول ملك بلجيكا.كارتييه على أفينيدا بريزيدنت ماساريك في مكسيكو سيتي

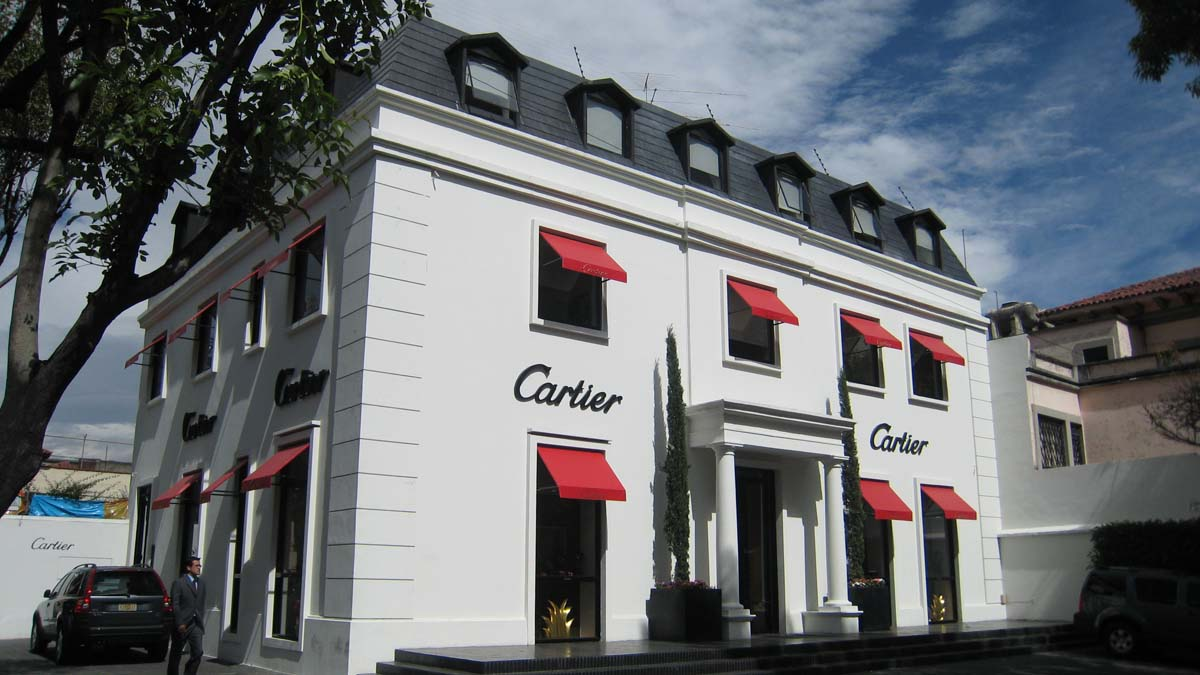
كارتييه على أفينيدا بريزيدنت ماساريك في مكسيكو سيتي

- 1921 - التعيين كمزود رسمي للـأمير ويلز، الملك المستقبلي إدوارد الثامن الذي أصبح دوق وندسور بعد التنازل عن العرش عام 1936.
- 1924 - الملكة ماري من رومانيا ترتدي تاج كارتييه الذي تم إنشاؤه ليشبه كوكوشنيك الروسية لصورتها التي رسمها فيليب دي لازلو.
- 1925 - قام مهراجا باتيالا بتكليف عقد باتيالا.
- 1929 - التعيين ممولاً رسمياً للـملك فؤاد الأول ملك مصر.
- 1938 - واحدة من أصغر ساعات المعصم في العالم، من قبل كارتييه، تم منحها للأميرة إليزابيث من المملكة المتحدة.[5]
- 1939 - التعيين ممولاً رسمياً للملك زوغ الأول ملك ألبانيا.
- 1949 - اشترى دوق ودوقة وندسور بروشًا بلاتينيًا على شكل النمر على 152.35-قيراط (30.470 غ) من الياقوت الكشميري كابوشون في باريس.[5]
- 1954 - صنع دوقة وندسور منظار أوبرا من الذهب الأصفر والمينا السوداء والزمرد على شكل نمر.
- 1956 - من أجل زواجها من الأمير رينييه، تلقت الأميرة غريس العديد من الهدايا من المجوهرات من كارتييه بما في ذلك خاتم الخطوبة المرصع بماسة بقطع الزمرد 12-قيراط (2.4 غ).
- 2014 - شوهدت كيت ميدلتون، دوقة كامبريدج، وهي ترتدي ساعة كارتيير بالون بلو.[69]

## كتب
- كارتييه بانثير.
- النمر في الفن لبيرينيس جيفروي شنايتير.
- تطور كارتييه بانثر بقلم فيفيان بيكر.
- إبداع كارتييه بانثر لجوانا هاردي.
- والفهد كرمز ثقافي لأندريه ليون تالي.
- نيويورك: Assouline. 2015. ص. 300. رقم الكتاب المعياري الدولي 9781614284284.

## وصلات خارجية
- الموقع الرسمي